# 小野善康 (法学者)
小野 善康（おの よしやす、1940年 - ）は、日本の法学者。岩手大学名誉教授。専門は、公法学。研究分野は、憲法の統治機構と、フランスの憲法史。北海道生まれ。指導教授は深瀬忠一。札幌福音的教育・平和研究会代表。

## 略歴
- 1964年　北海道大学法学部卒業
- 1969年　北海道大学大学院法学研究科修士課程修了
- 1973年　北海道大学大学院法学研究科博士課程単位取得満期退学。北海道大学法学部助手
- 1977年　北海学園北見大学商学部助教授[3]
- 1982年　岩手大学人文社会科学部助教授
- 1991年　岩手大学人文社会科学部教授
- 2005年　岩手大学名誉教授　北海学園大学大学院法務研究科教授[4]
- 2006年　北海商科大学商学部兼任講師
- 2011年　北海学園大学退職[5]。北海商科大学商学部非常勤講師（-2016年3月）。札幌学院大学大学院法学研究科非常勤講師（2011年4月-2012年3月）

## 業績
- 『現代西欧型議院内閣制の諸類型』（北見大学論集 7号, 1982年）
- 『ドゴールの憲法構想』（アルテスリベラレス 45号, 1989年）
- 「ドゴールの対第三世界外交」 杉原泰雄・浦田賢治・笹川紀勝・樋口陽一・中村睦男共編『平和と国際協調の憲法学 : 深瀬忠一教授退官記念）』（分担執筆,  勁草書房, 1990年）
- 「昭和50年育児休業法の立法過程」 中村睦男編『議員立法の研究』（分担執筆, 信山社出版, 1993年）
- 「審議会の役割」 中村睦男・前田英昭編『立法過程の研究』（分担執筆, 信山社出版, 1997年）
- 『国旗・国歌法の立法過程の検討 : 憲法学の立場から』（Artes liberales 68号, 2001年）
- 『結社の憲法上の権利の享有について』（Artes liberales 72号, 2003年）
- 『私たちの憲法-日本国憲法入門-』（信山社出版, 2004年）
- 「結社の自由」 岡田信弘・高見勝利・常本照樹共編『日本国憲法解釈の再検討』（分担執筆, 有斐閣, 2004年）
- 『当選人とならなかった比例名簿登載者の除名と司法審査 日本新党繰上補充事件を素材として』（北海学園大学法学研究 46巻1-2号, 2010年）

## 駐
1. ↑  上掲『私たちの憲法-日本国憲法入門-』奥付
2. ↑  researchmap
3. ↑  『北海学園北見大学小史』北海学園、ｐ323-325
4. ↑  『北海学園大学学報　62』2005.7.15、ｐ4
5. ↑  以上につき『北海学園大学学報　85』2011.3.15、ｐ2

| スタブアイコン | サブスタブ | この項目は、まだ閲覧者の調べものの参照としては役立たない、人物に関連した書きかけの項目です。この項目を加筆・訂正などしてくださる協力者を求めています（P:人物伝/PJ:人物伝）。 |